# رزباد، ویکتوریا
رُزباد (به انگلیسی: Rosebud) یک حومه شهر در استرالیا است که در ویکتوریا (استرالیا) واقع شده‌است.